# Spathomorpha lancettifer
Spathomorpha lancettifer är en insektsart som först beskrevs av Brancsik 1893.  Spathomorpha lancettifer ingår i släktet Spathomorpha och familjen Phasmatidae. Inga underarter finns listade i Catalogue of Life.